# Prainea limpato
Prainea limpato är en mullbärsväxtart. Prainea limpato ingår i släktet Prainea och familjen mullbärsväxter.

## Underarter
Arten delas in i följande underarter:
- P. l. limpato
- P. l. papuana